# شارلوت (میشیگان)
شارلوت، میشیگان (به انگلیسی: Charlotte, Michigan) یک شهر در ایالات متحده آمریکا با جمعیت ۹٬۰۷۴ نفر است که در میشیگان واقع شده‌است.

## موقعیت جغرافیایی
موقعیت جغرافیایی شهرها و مناطق اطراف به شرح زیر است: